# Santa Fé, Paraná
Santa Fé là một đô thị thuộc bang Paraná, Brasil. Đô thị này có diện tích 276,241 km², dân số năm 2007 là 10224 người, mật độ 32,5 người/km².